# Provincia di Bolívar (Perù)
La provincia di Bolívar è una delle 12 province della regione di La Libertad nel Perù.

## Capoluogo e data di fondazione
Il capoluogo è Bolívar.
La provincia è stata istituita il 20 novembre 1916, con il nome di Caxamarquilla.
Sindaco (alcalde) (2007-2010): Aledo Alejandro Echeverria Valle

## Superficie e popolazione
- 1718,86 km²
- 17 550 abitanti (inei2005)

## Provincie confinanti
Confina a nord con la regione di Amazonas; a ovest con la provincia di Sánchez Carrión e con la regione di Cajamarca; a est con la regione di San Martín e a sud con la provincia di Pataz.

## Geografia antropica

### Suddivisioni amministrative
È divisa in sei distretti:
- Bambamarca
- Bolívar
- Condormarca
- Longotea
- Uchumarca
- Ucuncha

## Festività
- Settimana santa
- 25 aprile: Signore della Giustizia